# Karwendelhaus
Le Karwendelhaus est un refuge de montagne dans le massif des Karwendel. Il est géré par la Deutscher Alpenverein (DAV).

## Histoire
Le Karwendelhaus ouvre en 1908 après cinq ans de travaux. En 1928, l'électrification est mise en place à l'aide d'une simple centrale modernisée entre 1964 et 1968. En 1977, le grenier est agrandi pour créer une plus grande capacité d'hébergement. Au cours des années 1990, une grande partie de la rénovation est effectuée et une microstation d'épuration entièrement biologique est adjointe à la cabane. En 2005, le nouveau bâtiment d'hiver est inauguré ; les clients du domaine skiable (alors que le Karwendelhaus est fermé) bénéficient ainsi d'un hébergement de 24 places.

## Sites à proximité
Ascension
- De Scharnitz à travers la Karwendeltal, facile, temps de marche : 5 heures, également en VTT.
- De Hinterriß (de) :
  - à travers la Johannestal (de), facile, temps de marche : 4 heures, également en VTT ;
  - par la Rontal, le Wechselschneid et le Bäralpl, moins facile, temps : 7 heures ;
  - par la Rontal, le Steinlochscharte et le Bäralpl, moins facile, difficulté I, temps : 7 heures et demie ;
  - par la Rontal et le Vogelkarscharte, difficulté II, pas de sentier, temps : 5 heures.
- D'Eng (de), facile, temps : 5 heures.
- De Mittenwald :
  - par le Verein-Alm et le Bäralpl, moins facile, temps : 6 heures ;
  - par la Hochlandhütte, le Gjaidsteig et le Bäralpl, temps : 6-7 heures.

Autres refuges
- La Falkenhütte par le Hochalmsattel, le Kleinen Ahornboden et le Ladizalm, facile, temps : 3 heures.
- La Krinner-Kofler-Hütte par le Gjaidsteig et le Bäralpl, moins facile, temps : 3 heures et demie.
- La Hochlandhütte par le Gjaidsteig, le Bäralpl et le Wörnersattel, moins facile, temps : 5 heures.
- La Pleisenhütte par le Brendelsteig et la Breitgrieskarscharte, pas de sentier, temps : huit heures.
- La Hallerangerhaus par le Schlauchkar, le Birkkar et le Kastenalm, temps : neuf heures.

Sommets
- Hochalmkreuz (2 192 m), facile, temps : 1 heure.
- Birkkarspitze (2 749 m) par le Schlauchkar et le Westgrat, difficile, temps : 3 heures.
- Mittlere Ödkarspitze (2 745 m) par le Schlauchkar et l'Östliche Ödkarspitze, difficile, temps : 3 heures et demie.
- Grosse Seekarspitze (2 677 m) par le Brendelsteig et le Marxenkar ou par le Brendelsteig et le Seekarscharte, moins facile, parfois pas de sentier, temps : 4 heures et demie.
- Östliche Karwendelspitze (2 537 m) par le Südflanke/Grabenkar, difficile, temps : 2 heures et demie.
- Vogelkarspitze (2 522 m) par le Südflanke, pas de sentier, moins facile temps : 2 heures et demie.
- Grabenkarspitze (2 471 m) par le Südflanke, pas de sentier, moins facile, temps : 2 heures et demie.
- Kuhkopf (2 399 m) par le Südflanke, l'Ochsenkar, le Westgrat, pas de sentier, temps : 2 heures et demie.
- Marxenkarspitze (2 636 m) par le Brendelsteig, parfois pas de sentier, temps : 4 heures.
- Kaltwasserkarspitze (2 733 m) par le Hochjöchl (2 413 m), parfois pas de sentier, difficulté II, temps : 5 heures.